# Cophixalus biroi
Cophixalus biroi är en groddjursart som först beskrevs av Méhely 1901.  Cophixalus biroi ingår i släktet Cophixalus och familjen Microhylidae. IUCN kategoriserar arten globalt som livskraftig. Inga underarter finns listade i Catalogue of Life.